# Euthalia mara
Euthalia mara är en fjärilsart som beskrevs av Moore 1859. Euthalia mara ingår i släktet Euthalia och familjen praktfjärilar. Inga underarter finns listade i Catalogue of Life.